# Tom Hooker
Tom Hooker, également connu sous le pseudonyme de Thomas Barbey, de son vrai nom Thomas Beecher Hooker (né le 18 novembre 1957 à Greenwich, dans le Connecticut), est un chanteur et photographe américain. Il a participé a de nombreux projets Italo disco comme Den Harrow, en prêtant sa voix sur certaines chansons, ou encore sur le projet Lou Sern (avec le titre Swiss Boy). En outre, Tom Hooker a également composé U.S.S.R. pour le chanteur Eddy Huntington.
En solo, il a également sorti plusieurs titres dans la veine Italo disco durant les années 1980, comme Looking for Love ou Help Me.

## Biographie
Né aux États-Unis, il déménage avec sa famille à Genève, en Suisse, à l'âge de 6 ans, où il étudie les langues et s'approche de la musique en prenant des cours de piano, de violon et de guitare. À l'âge de 10 ans, il apprend à jouer de la batterie. À 18 ans, il abandonne ses études et se consacre à plein temps à l'activité de batteur et de chanteur dans un quartet local. Il enregistre une démo, Flip Over, à Genève, qui est achetée par le label milanais Harmony, pour lequel il décide de s'installer dans la capitale lombarde en 1980.
En 1981, il travaille comme acteur dans des photoreportages et participe au festival de Sanremo avec Toccami,. Le single suivant est I Want to Love, qui contient une version différente de Go Today, la chanson enregistrée à l'origine en face B de l'album précédent. Au cours des premières années de sa carrière, elle se produit généralement en patins à roulettes et accompagnée de deux danseurs.
En 1982, elle passe au label Full Time, pour lequel elle sort le 45 tours Dove andiamo, qui sera plus tard traduit en anglais sous le titre Talk with Your Body et réédité en maxi singles. En 1983, il sort Come Back Home et fait une brève expérience cinématographique dans le long métrage Jocks de Riccardo Sesani, un film de série B qui deviendra plus tard un film culte car il est l'un des rares films à décrire la vie dans les discothèques italiennes de ces années-là et dont la bande sonore contient la chanson Maybe One Day du groupe The Creatures, originaire de Rimini.
En 1984, il sort le 45 tours Indian Girl/Love Attack et change à nouveau de label en sortant pour Sensation-Discomagic le single Give It to Me et, sous le pseudonyme de Fax the Fax, une reprise de Precious Little Diamond, une chanson très réussie enregistrée à l'origine par Fox the Fox. La même année, il rencontre le producteur milanais Roberto Turatti et le producteur/compositeur Miki Chieregato, qui cherchent une nouvelle voix pour Baby Records afin de poursuivre le projet Den Harrow (qui consistait à l'origine en une production musicale sans visage ni personnage réel) et contribue ainsi, en chantant les nouvelles chansons, à transformer ce même projet en l'un des plus grands succès musicaux des années 1980 en Italie et en Europe,.
Baby Records le met également sous contrat exclusif en tant qu'auteur-compositeur ; pour eux, il compose en 1986 le tube U.S.S.R. pour le chanteur Eddy Huntington., dans lequel il apparaît également comme choriste,, et Dangerous d'Alba Parietti, et revient chanter dans ses propres chansons telles que Looking for Love (1986), Help Me (1986), Atlantis (1987) et Feeling Okay (1988) en se faisant connaître sous le nom de Tom Hooker (ou T. Hooker) ou sous des pseudonymes, comme dans le cas de Swiss Boy (1986) où il se signe Lou Sern (prononciation phonétique de la ville de Lucerne) et distribué en Europe par différents labels.
En 1986, il participe au projet Fahrenheit 104, un groupe composé également de Maurizio Vandelli, Jane Hill et Dario Farina, avec lequel il enregistre la chanson Highway to Freedom, composée par Vince Tempera pour la partie musicale et Michael Kunze pour les paroles, également publiée en single par Baby Records. Dans les années 1990, il enregistre quelques singles sous le pseudonyme de David Harleyson, remportant un bon succès commercial en Thaïlande.
En 2010, à la suite d'une controverse sur Facebook avec Stefano Zandri (le mime qui était le visage du projet Den Harrow dans les années 1980 et qui est devenu plus tard le détenteur des droits de ce projet), il publie une conférence de presse sur YouTube où, accompagné de Michele Chierigato, il prouve qu'il était le chanteur de nombreux succès de Den Harrow et demande à Zandri d'arrêter de faire de la synchronisation labiale en utilisant sa voix (celle de Tom Hooker),,.
À partir de 2011, il reprend son activité musicale aux côtés de Chieregato et sort les singles Future Brain 2011 et Bad Boy 2011, remakes de chansons qu'il a écrites et portées au succès par le projet Den Harrow dans les années 1980, ainsi que l'inédit Nobody Loves Me, une chanson de pop rock évocatrice pour laquelle il signe Tom Hooker and Elastic Band. En 2014, il lance le projet Tam Harrow avec Chieregato, avec qui il sort quelques singles et un album, Incredible Idiot, en 2015. En 2017, il sort le double album Back in Time, 27 titres dont le duo I Want You Tonight avec Linda Jo Rizzo. 

## Discographie

### Albums studio
- 1986 : Only One
- 1988 : Bad Reputation
- 1992 : Fighting for our Love
- 2017 : Back in Time

### Singles
- 1981 : Flip Over / We Can Start It All Over Again
- 1981 : Toccami / Go Today
- 1981 : I Want to Love / Go Today (New Version)
- 1982 : Dove andiamo / Try Me
- 1982 : Talk with your Body / Dove andiamo (Italian version) / Talk with your body (Instrumental) / Try Me out
- 1983 : Come Back Home (Vocal version) / (Radio Version)/(Instrumental version)
- 1984 : Give it to Me (Vocal) / Give It to Me (Instrumental)
- 1984 : Indian Girl / Love Attack
- 1984 : Real Men / Football Real Men (Real Men Another Mix)
- 1985 : Cry / Don't Forget (to Buy this Record)
- 1985 : Real Men (Swedish Remix)
- 1986 : Looking for Love / Dub Looking for love (Instrumental)
- 1986 : Help Me / New Help Me
- 1986 : Only one (Slow version) / Only one (Instrumental)
- 1987 : Atlantis / Amnesie Atlantis
- 1988 : Feeling Okay / I'm Feeling Okay (Soft Version)
- 1988 : No More Heaven
- 1990 : Living in the Sunshine/Living in the sunshine (Instrumental)
- 1991 : Sex-O-Phone and Funk Guitar / Pick Up the Sex (10 Dance Mix) / Sex-O-Phone and Funk Guitar (Single Version)
- 1992 : Fighting For our Love / What About Me
- 1994 : Runaway (Extended mix) / Runaway (Club mix)
- 2010 : Change Your Mind / Change Your Mind (Ricci remix) / Change Your Mind (Club mix)
- 2011 : Future Brain 2011
- 2011 : Bad Boy 2011
- 2011 : No Elevation
- 2011 : My Banana
- 2014 : Illusions / Nobody Loves Me
- 2020 : With Our Love (avec Bad Boys Blue et Scarlett)

### Participations
- 2021 : A Sailor from the Moon (Remix) (featuring Lord, Begüm Günceler, Mike Blum)
- 2021 : In the Sign of Destiny (featuring Lord, Peter Rafelson)
- 2021 : Keep on Rolling (featuring Lord)